# 巴西齒獸科
巴西齒獸科（学名：Brasilodontidae）是合弓綱獸孔目犬齒獸亞目的一科，是哺乳動物的近親。牠們是群小型動物，可能是食蟲動物。
大部分化石被發現於巴西南大河州的三疊紀中到晚期地層。巴西齒獸的化石只發現於Paleorrota地質公園。阿根廷也有發現巴西齒獸科的化石。
近年發現於印度的帕恩切特犬齒獸（Panchetocynodon），也被歸類於巴西齒獸科，生存於三疊紀早期，延伸巴西齒獸科的生存範圍與時代。

## 外部連結
- Dinossauros do Rio grande do Sul. (in Portuguese)
- Sociedade Brasileira de Paleontologia. (in Portuguese)